# 莱德斯马
莱德斯马，是西班牙卡斯蒂利亚-莱昂萨拉曼卡省的一个市镇。 总面积141平方公里，总人口1927人（2001年），人口密度14人/平方公里。